# Cube World
Cube World ist ein Voxel-basiertes Indie Open-World-Rollenspiel, das von Picroma e.K. vertrieben wird. Es ist nur für Windows erhältlich.
Die Alpha-Version des Spiels wurde ab Juli 2013 als Early Access zum Verkauf über die Website des Entwicklers angeboten. Nach jahrelanger Funkstille und dem Ausbleiben von Updates erschien das Spiel schließlich am 30. September 2019 auf Steam.
In dem Computerspiel geht es, ähnlich wie in anderen Rollenspielen, vorrangig um den Kampf mit Kreaturen und die Erfüllung von Aufgaben. So können neue Ausrüstungsstücke gefunden und verbessert werden. Erfahrungspunkte und Level-Ups gibt es in der Releaseversion von 2019 nicht mehr.
Aufgrund der aus Blöcken bestehenden Spielwelt und dem Early-Access-Modell wurde das Spiel häufig mit Minecraft verglichen.

## Gameplay
In Cube World gibt es kein festgelegtes Spielziel. Den Hauptbestandteil des Spiels macht das Kämpfen gegen verschiedene Kreaturen aus, das durch schwierigere Gegner immer komplexer wird, sodass man immer stärke Ausrüstung finden und verbessern muss, um nicht zu sterben. Im Kampf oder durch Sammeln erworbene Gegenstände werden in einem kategorisierten Inventar aufbewahrt und können entweder genutzt, zu anderen Gegenständen weiterverarbeitet oder verkauft werden.
Cube World wird in der Third-Person-Perspektive gespielt. Es gibt die Möglichkeit, mit dem Mausrad in eine Art Ego-Perspektive zu zoomen, was die Kamera über dem Kopf der Spielfigur „schweben“ lässt. Die ausschließlich aus verschieden großen Voxeln bestehende Welt kann teilweise mit Bomben zerstört werden, jedoch gewinnt der Spieler dadurch, im Gegensatz zu Minecraft, keine Gegenstände.
Der Spieler hat die Möglichkeit des Craftings und kann Haustiere erhalten.

### Charakterklassen
Es wird zwischen vier verschiedenen Charakterklassen unterschieden, die jeweils unterschiedliche Eigenschaften aufweisen. Dies beinhaltet Aussehen, Waffenkenntnis, spezielle Eigenschaften und die Rolle in einer Gruppe. Jede Klasse ist dazu in zwei Unterklassen unterteilt, womit sich insgesamt acht Klassen ergeben.
Es gibt folgende Klassen und Unterklassen:
- Warrior (Krieger)
  - Berserker (Berserker)
  - Guardian (Wächter)
- Ranger (Jäger)
  - Sniper (Scharfschütze)
  - Scout (Späher)
- Mage (Magier)
  - Fire (Feuer)
  - Water (Wasser)
- Rogue (Schurke)
  - Assassin (Assassine)
  - Ninja (Ninja)

Während es in der Alpha noch Erfahrungspunkte und die Möglichkeit den Charakter mit einem Skillsystem aufzuleveln gab, entfiel dies bei der Steam-Version. Statt Stufen wie in einem klassischen Rollenspiel, können Fertigkeiten wie Gleitsegeln, Klettern oder Schwimmen durch sogenannte Artefakte gesteigert werden, deren Auffinden das Hauptziel des Spiels darstellt.

### Rassen
In Cube World kann der Spieler zwischen acht verschiedene Rassen wählen. Diese unterscheiden sich bis auf das Aussehen nicht. Die zur Auswahl stehenden Rassen sind Menschen, Elfen, Zwerge, Orks, Goblins, Echsenmenschen, Untote und Froschmenschen.

### Spielwelt
In der Alpha von 2013 wurde die Spielwelt prozedural generiert.
Nachdem der Spieler einen Namen und einen Seed angegeben hatte, wurde er in eine anhand des Seeds generierte Welt gesetzt. Diese beinhaltete verschiedene Biome wie Wälder, Wüsten und Ozeane sowie Dörfer, Burgen, Höhlen und andere zufällig platzierte Strukturen. Der Spieler kann sich in der Welt frei bewegen, welche beim Erkunden dynamisch generiert wurde. Somit war die Spielwelt theoretisch unendlich groß.
In der Steam-Version von 2019 ist die Fantasy-Welt in mehrere dutzend Regionen unterteilt und etwa 30 mal 30 Kilometer groß. Die Spielwelt wird nicht mehr zufällig erzeugt und ist auch nicht unendlich.

### Missionen
In Cube World kann der Spieler zufällig generierte Missionen absolvieren, welche aktuell immer nur das Besiegen eines besonders starken Endgegners in so genannten Dungeons fordern. Dadurch erhält der Spieler eine große Anzahl an wertvollere Gegenstände und Platinum Coins, die zum Aufwerten der eigenen Ausrüstung verwendet werden können.

### Mehrspieler
Cube World stellt eine kostenlose Server-Software zum Spielen mit bis zu drei weiteren Spielern zur Verfügung. Dazu muss die IP-Adresse des Hosts bekannt sein. Zwar gab es in der Alpha-Version von 2013 kaum Interaktionsmöglichkeiten zwischen Spielern, jedoch waren Features wie die automatische gerechte Verteilung der Beute in Planung.
Geplant waren PvP-Spiele und entsprechende Ranglisten. Ursprünglich wurden auch MMO-Server als geplantes Feature genannt. MMO-Features wurden allerdings im Gegensatz zu Koop gestrichen.

## Entwicklungsgeschichte
Cube World wurde vom deutschen Entwicklerstudio Picroma entwickelt, welches aus zwei Personen besteht: Wolfram von Funck (Nickname: Wollay) und seine Frau Sarah (Pixxie).
Die Entwicklung begann im Jahr 2011, so soll sich das Spiel laut einem Bericht von Rock, Paper, Shotgun im Juni 2011 erst ein paar Wochen in Entwicklung befunden haben.
Im folgenden Jahr berichtete PC Games, dass das Rollenspiel in Minecraft-Optik gute Fortschritte mache.
Der Verkauf des Spiels in der Alpha-Phase startete im Sommer 2013. In den folgenden Monaten wurde es allerdings recht still um den Titel, so dass Entwickler Wolfram von Funck sich im Oktober 2013 über Twitter bei den Käufern entschuldigte und versicherte noch an dem Spiel zu arbeiten.
Bereits damals gab es Kritik der User an der intransparenten Entwicklung und dem Mangel an Updates für den Early-Access-Titel. Manche Käufer befürchteten bereits, dass die Entwicklungsarbeiten eingestellt worden seien.
In den folgenden Jahren gab es allerdings nur vereinzelt kleinere Updates.
Erst im September 2019 gab es nach vier Jahren Funkstille wieder Neuigkeiten des Entwicklers aus Saarlouis: Er kündigte kurzfristig einen Steam-Release des Spiels für Ende des Monats an. Als Grund für die lange Wartezeit gab der Entwickler an, dass er nach einer DDoS-Attacke auf seine Website Angstzustände hatte und sich nicht getraut habe Updates zu veröffentlichen, da er fürchtete, dass diese nicht gut genug seien. Am 30. September 2019 wurde das Spiel schließlich auf der Vertriebsplattform Steam veröffentlicht.
Käufer der Alpha-Version erhielten einen Steam-Key.
Unmittelbar nach dem Release auf Steam löschte Entwickler Funck seinen Development-Blog.
Am 25. Mai 2023 meldete sich der Entwickler über Twitter, dass er an einer neuen Version des Spiels arbeite, sowie einen neuen Blog habe.

## Rezeption
Das englischsprachige Fachmagazin PC Gamer beschrieb die unendliche Fantasy-Spielwelt als unendlich langweilig. Dem Spiel mangle es zudem an einem Tutorial bzw. Erklärungen und das Crafting-System sei äußerst simpel.
Laut einem Testvideo der GameStar ist das Spiel riesig aber auch 2019 noch nicht fertig. Zudem seien die Rollenspiel-Elemente im Vergleich zur Alpha-Version sogar weniger geworden. Dem Testbericht zufolge sei das Spiel 2013 für eine Alpha „ganz okay“ gewesen, auch wenn damals noch viel fehlte. Nach Release 2019 habe das Spiel allerdings gewaltige Balancing-Probleme. Dem Tester ist unverständlich, dass bereits in der Alpha funktionierende Features wie das Skillsystem mit Erfahrungspunkten und Leveln wieder entfernt wurden. Das Spiel hätte mit seiner farbenfrohen, zum Erkunden einladenden Spielwelt zwar durchaus Potential, sei aber schlicht unfertig.

„Der einstige Youtube-Hit legt nach 6 Jahren eine Bruchlandung hin“

Die Website Polygon führte aus, dass das Spiel nach acht Jahren Entwicklung unmöglich die Erwartungen erfüllen könne. Kotaku konstatierte, dass Cube World das Warten nicht wert gewesen sei.